# DTDP-4-dehidroramnoza reduktaza
DTDP-4-dehidroramnoza reduktaza (EC 1.1.1.133, -4-keto-L-ramnozna reduktaza, dTDP-4-ketoramnoza reduktaza, TDP-4-keto-ramnoza reduktaza, timidin difosfo-4-ketoramnoza reduktaza, dTDP-6-dezoksi-L-manoza:+ 4-oksidoreduktaza) je enzim sa sistematskim imenom dTDP-6-dezoksi-beta-L-manoza:+ 4-oksidoreduktaza. Ovaj enzim katalizuje sledeću hemijsku reakciju
dTDP-6-dezoksi-beta--manoza + + {\displaystyle \rightleftharpoons } dTDP-4-dehidro-6-dezoksi-beta--manoza + +
Redukcija na 4-poziciji heksoze se odvija u suprotnom smeru samo dok je supstrat vezan za drugi enzim koji katalizuje epimerizaciju na C-3 i C-5. Taj kompleks se naziva dTDP-L-ramnozna sintaza.

## Literatura
- Nicholas C. Price; Lewis Stevens (1999). Fundamentals of Enzymology: The Cell and Molecular Biology of Catalytic Proteins (Third изд.). USA: Oxford University Press. ISBN 019850229X.
- Eric J. Toone (2006). Advances in Enzymology and Related Areas of Molecular Biology, Protein Evolution (Volume 75 изд.). Wiley-Interscience. ISBN 0471205036.
- Branden C; Tooze J. Introduction to Protein Structure. New York, NY: Garland Publishing. ISBN 0-8153-2305-0.
- Irwin H. Segel. Enzyme Kinetics: Behavior and Analysis of Rapid Equilibrium and Steady-State Enzyme Systems (Book 44 изд.). Wiley Classics Library. ISBN 0471303097.
- William P. Jencks (1987). Catalysis in Chemistry and Enzymology. Dover Publications. ISBN 0486654605.

## Spoljašnje veze
- DTDP-4-dehydrorhamnose+reductase на 